# Leptocera aequalitarsis
Leptocera aequalitarsis är en tvåvingeart som beskrevs av Oswald Duda 1925. Leptocera aequalitarsis ingår i släktet Leptocera och familjen hoppflugor. Inga underarter finns listade i Catalogue of Life.